# 일신초등학교
일신초등학교는 대한민국 광주광역시 북구 일곡동에 있는 공립 초등학교이다.

## 학교 연혁
- 1997. 10. 31 일신초등학교 설립인가
- 2000. 09. 01 제1대 김순걸 교장 부임
- 2000. 09. 01 17학급 개교
- 2001. 03. 01 일신초등학교 병설유치원 개원(1학급)
- 2002. 02. 18 제 1회 졸업(졸업생 118명, 누계 118명)
- 2003. 02. 18 제 2회 졸업(졸업생 163명, 누계 281명)
- 2004. 02. 20 제 3회 졸업(졸업생 175명, 누계 456명)
- 2004. 09. 01 제 2대 고을석 교장 부임
- 2005. 02. 18 제 4회 졸업(졸업생 174명, 누계 630명)
- 2006. 02. 17 제 5회 졸업(졸업생 179명, 누계 809명)
- 2006. 09. 26 광주광역시교육청 지정 「방과후학교운영」연구학교 발표
- 2007. 02. 15 제 6회 졸업(졸업생 167명, 누계 976명)
- 2007. 09. 01 제 3대 이정희 교장 부임
- 2008. 02. 15 제 7회 졸업(졸업생 173명, 누계 1,149명)
- 2008. 10. 31 교육과학기술부 지정 「디지털 영어교재 활용」 연구학교 발표
- 2009. 02. 15 제 8회 졸업(졸업생 181명, 누계 1,330명)
- 2009. 03. 01 제 4대 박혜숙 교장 부임
- 2009. 06. 19 i-꿈자람 도서관 개관
- 2010. 02. 09 제 9회 졸업(졸업생 185명, 누계 1,515명)
- 2010. 09. 01 제 5대 김영길 교장 부임
- 2011. 02. 17 제 10회 졸업(졸업생 190명, 누계 1,705명)
- 2012. 02. 15 제 11회 졸업(졸업생 174명, 누계 1,879명)
- 2012. 03. 01 제 6대 김철호 교장 부임
- 2012. 03. 01 23학급 편성(병설유치원 1학급)
- 2012. 03. 01 ~ 2013.02.28 광주광역시교육청 지정 실내공기질 측정 시범학교 운영
- 2012. 04. 01 ~ 2012.12.31 광주광역시교육청 지정 건강증진 시범학교 운영
- 2013. 02. 06 교육과정 운영 우수 유치원 교육감 표창
- 2013. 02. 15 제 12회 졸업(졸업생 154명, 누계 2,033명)
- 2013. 03. 01 미래핵심역량을 기르는 학교교육력 제고 중점학교 운영
- 2013. 03. 01 24학급 편성(유치원 1학급)
- 2013. 12. 04 학교회계 재정운용평가 우수학교 교육감 표창
- 2013. 12. 20 학부모학교참여 자원봉사부문 우수학부모회 교육감 표창
- 2013. 12. 30 교육과정 우수학교 교육감 표창
- 2013. 12. 30 학교평가 우수학교 교육감 표창
- 2014. 02. 18 제13회 졸업(졸업생 129명, 누계 2,162명)
- 2014. 03. 01 미래핵심역량을 기르는 학교교육력 제고 중점학교 운영
- 2014. 03. 01 25학급 편성(유치원 1학급)
- 2014. 12. 29 학교평가 우수학교 교육감 표창
- 2015. 02. 16 제 14회 졸업(졸업생133명, 누계 2,295명)
- 2015. 03. 01 제 7대 채경숙 교장 부임
- 2015. 03. 01 26학급 편성(유치원 1학급)

## 참고 자료
- 일신초등학교 - 한국교육학술정보원 학교알리미